# マメ山田
マメ 山田（まめ やまだ、本名：山田 ひろみ、1946年7月28日 - ）は、日本のコメディアン、タレント、マジシャン、俳優。兵庫県出身。

## 来歴・人物
小人症であり、その低身長から「日本で一番小さな手品師」の呼び名がある。身長は114cm、体重は25kgである。(2025年現在)
1966年にコメディアンを志し、芸人のルーキー新一が大阪で主宰していたルーキー爆笑劇団の団員募集の広告を新聞で見て応募し、入団する。以来、コメディアン、マジシャンとして数々の劇場で活躍する。
1982年からは舞台を中心に俳優活動を開始。映画では『青い春』（2002年）、『ナイン・ソウルズ』（2004年）に出演している。
2009年7月には靖国神社のみたま祭りの見世物小屋「見世物地獄」に出演し手品を披露した。
過去にはストリップ劇場に出演したり、アダルトビデオにAV男優として出演した経験もあり、エンタテインメント業界の様々な分野で芸能活動を続けている。
趣味は編み物で、自分が着る服は自分で作っている。子どもの頃から得意としており、学校の帰りに編み物屋に寄り、店主が継がせようとしていたくらい達者であった。 市販の服は120cmの服が丁度である。
2025年8月3日、YouTubeチャンネル、『東ちづるとカマたくのあなた様はNANIMONO!?』に出演し、  障害者手帳は所持しておらず、障害者年金を貰っていないことが伝えられる。ただ身長が小さいだけだと言われ、許可が下りないと発言している。

## 出演作品

### 映画
- 青い春（2001年、豊田利晃監督） - 花田先生 役
- ナイン・ソウルズ（2003年、豊田利晃監督） - 白鳥ひでみ 役
- 妖怪大戦争（2005年、三池崇史監督） - 野寺坊 役
- スリーピングフラワー（2005年） - 峰さん 役
- バウムクーヘン（2006年）
- ハミングライフ（2006年）
- ハヴァ、ナイスデー（2006年）
- リアルメン・スタンド!（2006年）
- colors（2006年） - ゼロ 役
- インプリント〜ぼっけえ、きょうてえ〜（2006年、三池崇史監督）
- 図鑑に載ってない虫（2007年、三木聡監督）
- 東京残酷警察（2008年）
- 蘇りの血（2009年、豊田利晃監督）
- アリスが落ちた穴の中〜Dark Märchen Show!!（2009年） - アリス 役
- ゼブラーマン -ゼブラシティの逆襲-（2010年） - 岸田美穂 役
- 巨乳ドラゴン 温泉ゾンビVSストリッパー5（2010年） - 後藤社長 役
- ヘルタースケルター （2012年、蜷川実花監督）
- PLAN6 CHANNEL9 (2016年、島田角栄監督）
- キングダム（2019年、佐藤信介監督） - 黒長老 役
- 歌ってみた恋してみた（2019年、西荻ミナミ監督） - マメ山田 役
- 夜空を飛ぶ兎 （2020年）-　小人 役
- ばるぼら（2020年、手塚眞監督）
- 妖怪大戦争 ガーディアンズ（2021年8月13日、東宝 / KADOKAWA、三池崇史監督） - 枕返し 役
- まぜこぜ一座殺人事件（2024年公開予定、齊藤雄基監督）[5]
- 次元を超える TRANSCENDING DIMENSIONS（2025年公開予定、豊田利晃監督） - ミスター・ケルマン 役[6]

### 舞台
- 『唐版　滝の白糸』(蜷川幸雄監督) - 芝居の中の小人プロレスのシーンで小人のプロレスラー役として出演
- 『ハムレット』(蜷川幸雄演出）-劇中劇にて序詞役として出演
- 『ロミオとジュリエット』(蜷川幸雄演出）-劇中劇にて序詞役とパリス伯爵の小姓として出演
- 『天守物語』（桂佑輔演出）[7]
- 『REAL』（天願大介演出）[8]

### テレビドラマ
- 「超」怖い話（2006年、tvk）
- シリーズ・江戸川乱歩短編集 第3弾『満島ひかり×江戸川乱歩』 お勢登場 （2018年、NHK BSプレミアム）

### オリジナルビデオ
- 弁当屋の人妻 もう一品、私はいかがですか?（2003年）
- 赤蜘蛛（2004年）
- 不倫団地 かなしいイロやねん（2005年）
- Straw Very（2005年）

### アダルトビデオ
- 『大人になった少女・オナニードール』（1985年、みみずくビデオ）
- 『アナル喪失 〜号泣 浣腸 中出し〜』（2004年12月4日、ナチュラルハイ）
- 『匂いフェチの館』（2005年、アロマ企画）

### PV
- 安室奈美恵「How to be a Girl」（1997年）
- ASIAN KUNG-FU GENERATION「君という花」（2003年）
- ART-SCHOOL「BLACK SUNSHINE」（2005年）
- GRANRODEO「We wanna R&R SHOW」（2010年）
- ALI PROJECT「刀と鞘」（2010年）
- 浜崎あゆみ「how beautiful you are」（2012年）
- フラワーカンパニーズ「エンドロール」（2012年）
- 宇宙人「ものすごい関係」（2012年）
- 宇宙人「楽日」（2013年）
- ゆず「雨のち晴レルヤ」（2013年）
- DIR EN GREY「Ranunculus」（2018年）
- 星美りか 「ポルノハブ」（2021年）